# サイレントマジョリティー (曲)
「サイレントマジョリティー」（Silent Majority、略称：サイマジョ）は、日本の女性アイドルグループ欅坂46の楽曲。秋元康が作詞、バグベアが作曲した。2016年4月6日に欅坂46のデビューシングルとしてSony Recordsから発売された。楽曲のセンターポジションは平手友梨奈が務めた。

## 背景とリリース
DVD付属のType-A・B・C、CDのみの通常盤の4形態で発売、音楽配信では全曲収録のSpecial Editionとして配信。発売日は欅坂46のグループ名である「46」に合わせて2016年4月6日とし、2015年10月から欅坂46の冠番組『欅って、書けない?』を放送開始することによって期待値を高めながら、2015年8月にグループを結成以降、約8か月後のCDデビューとなった。
表題曲「サイレントマジョリティー」は「沈黙する大衆」、「静かな多数派」を意味し、発売前の仮タイトルは「僕らの革命」だった。当初、コンペにより選ばれた楽曲で示された方向性は渋谷や服飾系だった。バグベアの2人はそこから渋谷や原宿の裏通りをイメージし、楽曲を制作した。「サイレントマジョリティー」にはAKB48や乃木坂46の歴史から学んだ教訓がいかされており、アイドルソングとしては珍しい低音寄りの構成で、軍隊のような衣装と、統率されたダンス、メッセージ性の強い歌詞を、女性アイドルグループらしからぬ出立ちでクールに表現し、「システマティックに作られた社会を象徴するシーン」と「若者の力強さと勢いを表したシーン」の2つの情景が取り入れられている。
歌詞には「どこかの国の大統領が言っていた(曲解して)。声を上げないものたちは賛成していると。」とあり、ベトナム戦争時代のリチャード・ニクソン大統領が述べた、" And so tonight to you, the great silent majority of my fellow Americans I ask for your support. "という言葉を彷彿とさせる歌詞が登場し、AKB48のような同じ衣装を着て踊るマニファクチャード・ガール・グループ（manufactured girl group）として生まれながらも、自らに対し「似たような服を着て」と自己否定論を投げかけることにより、自我に目覚め、自分たちの現状に一石を投じるような、学生運動を思わせる内容になっている。秋元康によれば、一見すると彼女たちの立場は矛盾を抱えているように見えるが、そこには良心の叫びがあり、そのような叫びを出発点とする彼女たちが、これからどのような道を切り開いて行くのか、期待を込めて作詞した。
ダンスは演劇的なダンスパフォーマンスを踏襲し、曲や歌詞が指し示す対象をそのまま直接的に表現する手法が用いられ、フォーメーションダンスを交えながら、民衆を導く自由の女神を象徴するセンター・平手友梨奈が、左右に並んだメンバーの間を突き進んで行くモーセの十戒と呼ばれる振付によって、自我の胎動がはじまる表現とともに、「社会のシステマティックさと、若者の自我の焔（ほのお）の両面を対比させた画」が写実されている。
欅坂46が乃木坂46と異なる点は、そこにある明確な意志の強さであり、乃木坂46が可愛らしい高級感を求めてフランスの女子校のような世界を志向したのに対し、欅坂46はスタイリッシュな格好良さを求めてイギリスのモッズのような世界を志向した。
元立憲民主党代表の枝野幸男は、「声を上げない者たちは賛成している」の歌詞について、「演説や講演でも、ときどきこのフレーズは使いました。秋元さんもやはり若者の選挙権のことは意識していたと思いますね」と話している。

## プロモーション
プロモーションとして、2016年4月6日に発売記念イベントが開催され、欅坂46のメンバーがタワーレコード渋谷店、HMV&BOOKS、SHIBUYA TSUTAYAの3店舗で1日店員を務めた。

## アートワーク
| Type-A 表 | 平手友梨奈                                                                                   |
| Type-A 裏 | 今泉佑唯・小林由依・鈴本美愉・平手友梨奈・渡辺梨加                                           |
| Type-B 表 | 今泉佑唯・小林由依・鈴本美愉・渡辺梨加                                                       |
| Type-B 裏 | 今泉佑唯・小林由依・鈴本美愉・渡辺梨加                                                       |
| Type-C 表 | 尾関梨香・志田愛佳・菅井友香・土生瑞穂・守屋茜・渡邉理佐                                     |
| Type-C 裏 | 尾関梨香・志田愛佳・菅井友香・土生瑞穂・守屋茜・渡邉理佐                                     |
| 通常盤 表 | 石森虹花・上村莉菜・織田奈那・小池美波・齋藤冬優花・佐藤詩織・長沢菜々香・原田葵・米谷奈々未 |
| 通常盤 裏 | 石森虹花・上村莉菜・織田奈那・小池美波・齋藤冬優花・佐藤詩織・長沢菜々香・原田葵・米谷奈々未 |

ジャケット写真は渋谷川、アーティスト写真は國學院大學（渋谷区）の屋上で撮影された。アートディレクターは米澤潤、撮影は神藤剛が担当した。

## チャート成績
本作は2016年4月5日付のオリコンデイリーCDシングルランキングで推定売上19万1203枚を記録し、デイリー1位を獲得した。初日売上のみで乃木坂46の1stシングル「ぐるぐるカーテン」の初週売上約13万6000枚を上回り、デビューシングルで1位を獲得できなかった乃木坂46に代わって1位を達成した。サウンドスキャンジャパンによれば、2016年4月4日から2016年4月6日までの3日間で約25万1000枚を売り上げ、2016年4月18日付のBillboard JAPAN Hot 100で総合ポイント3万6070点、Billboard JAPAN Top Singles Salesで推定売上28万4460枚、オリコン週間CDシングルランキングで推定売上26万1580枚を記録し、週間1位を獲得した。女性アーティストにおけるデビューシングルの初週売上としてはHKT48「スキ!スキ!スキップ!」の25万147枚を上回り、約3年ぶりに史上最高記録を更新した。
その後、オリコン週間CDシングルランキングで1位、3位、4位、7位、7位と5週連続でトップ10に登場、2016年4月度のオリコン月間CDシングルランキングで推定売上32万4507枚を記録し、月間1位を獲得した。オリコン2016年上半期シングルランキングでは推定売上34万9233枚を記録し、上半期6位を獲得、AKB48姉妹グループの売上を上回った。
欅坂46の2ndシングル「世界には愛しかない」を発売後も、2016年8月22日付のオリコン週間CDシングルランキングで推定売上2228枚を記録し、週間30位を獲得、推定累計売上枚数を35万9739枚へと伸ばし続け、年間推定売上37万6871枚を記録した。レコード会社関係者によれば、2016年時点におけるアイドルのデビュー曲としては2万枚から3万枚が売れればヒットというなか異例の出来事であった。その後も売上を伸ばし続け、2017年4月時点で推定累計売上枚数は約41万3000枚に達した。

## ミュージック・ビデオ

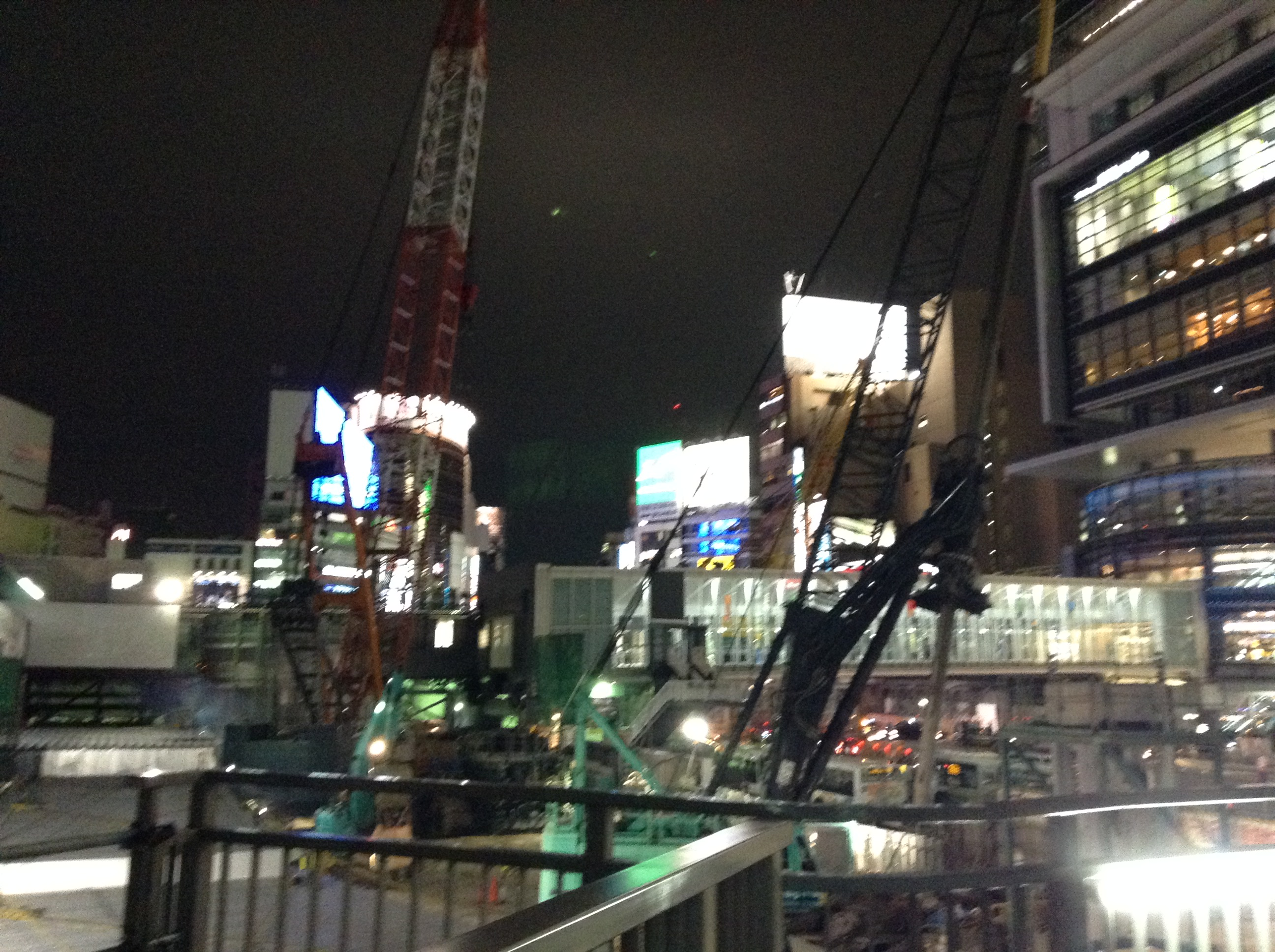
渋谷駅東口・東急東横線跡地（撮影地）

サイレントマジョリティー
監督：池田一真

表題曲「サイレントマジョリティー」のミュージック・ビデオは、再開発中の渋谷駅工事現場（旧東急東横線渋谷駅のホーム及び線路跡地）で撮影された。撮影当時は工事中につき安全面で撮影許可が下りなかったが、2日間だけ工事を一時中止する期間があり、撮影可能となった。同撮影地は、2018年9月にホールのある渋谷ストリームが完成、撮影に協力した東急電鉄は、いつかまたこの場所で欅坂46と再会できることを楽しみにしているとコメントした。発売前の2016年3月15日からYouTubeで公開されていたフルバージョンのミュージック・ビデオは、発売後に公開終了する予定だったが、発売前日に再生回数が300万回を突破した影響を受けて延期され、再生回数は2016年5月2日時点で1000万回、2016年6月2日時点で1500万回、2016年7月11日時点で1900万回、2016年7月20日時点で2000万回を突破し、YouTube 2016年「音楽」トップトレンド動画（日本）ランキングで4位を獲得した。その後、再生回数は2018年6月24日時点で1億回を突破した。プロデューサーは小浜元、振付はTAKAHIRO、衣装は尾内貴美香が担当した。

## メディア等での使用
サイレントマジョリティー
・ファッションレンタルアプリ『mechakari』（ストライプインターナショナル）のCMソング。女性ブランドの新作ファッションアイテムを定額でレンタルできる同アプリのCMには、石森虹花、上村莉菜、尾関梨香、織田奈那、小池美波、齋藤冬優花、佐藤詩織、志田愛佳、菅井友香、鈴本美愉、長沢菜々香、土生瑞穂、守屋茜、米谷奈々未、渡邉理佐、長濱ねるが出演し、メンバー全員が出演する1種のCMと、一員が出演する21種のCMを加えた合計22種のCMが制作された。
　・後にコナミのアーケードゲーム「DANCERUSH STARDOM」にMVと同時に収録された。
手を繋いで帰ろうか
テーマパーク『ハウステンボス』のCMソング。
高等学校教科書への採用
2022年度より施行の高等学校学習指導要領において「歴史総合」が必修化。文科省検定済教科書「高等学校 新歴史総合 過去との対話、つなぐ未来」（【183第一 歴総711】 第一学習社 736円非課税）に、欅坂46の写真と本作品の歌詞の一部が掲載される。

## シングル収録トラック

### Type-A
| #         | タイトル                                    | 作詞      | 作曲         | 編曲         | 時間  |
| --------- | ------------------------------------------- | --------- | ------------ | ------------ | ----- |
| 1.        | 「サイレントマジョリティー」                | 秋元康    | バグベア     | 久下真音     | 4:25  |
| 2.        | 「手を繋いで帰ろうか」                      | 秋元康    | Akira Sunset | Akira Sunset | 5:16  |
| 3.        | 「山手線」                                  | 秋元康    | 福田貴史     | 福田貴史     | 4:33  |
| 4.        | 「サイレントマジョリティー off vocal ver.」 |           | バグベア     | 久下真音     | 4:25  |
| 5.        | 「手を繋いで帰ろうか off vocal ver.」       |           | Akira Sunset | Akira Sunset | 5:16  |
| 6.        | 「山手線 off vocal ver.」                   |           | 福田貴史     | 福田貴史     | 4:31  |
| 合計時間: | 合計時間:                                   | 合計時間: | 合計時間:    | 合計時間:    | 28:27 |

| #         | タイトル                                 | 作詞      | 作曲・編曲 | 監督       | 時間  |
| --------- | ---------------------------------------- | --------- | ---------- | ---------- | ----- |
| 1.        | 「サイレントマジョリティー music video」 |           |            | 池田一真   | 4:26  |
| 2.        | 「山手線 music video」                   |           |            | 斎藤渉     | 4:58  |
| 3.        | 「石森虹花」                             |           |            |            | 5:25  |
| 4.        | 「小池美波」                             |           |            | 杉山弘樹   | 10:05 |
| 5.        | 「菅井友香」                             |           |            |            | 8:40  |
| 6.        | 「長沢菜々香」                           |           |            |            | 4:59  |
| 7.        | 「平手友梨奈」                           |           |            | 三木聡     | 6:08  |
| 8.        | 「米谷奈々未」                           |           |            | 橋本侑次朗 | 5:31  |
| 9.        | 「渡辺梨加」                             |           |            |            | 5:17  |
| 合計時間: | 合計時間:                                | 合計時間: | 55:29      |            |       |

### Type-B
| #         | タイトル                                    | 作詞      | 作曲         | 編曲         | 時間  |
| --------- | ------------------------------------------- | --------- | ------------ | ------------ | ----- |
| 1.        | 「サイレントマジョリティー」                | 秋元康    | バグベア     | 久下真音     | 4:25  |
| 2.        | 「手を繋いで帰ろうか」                      | 秋元康    | Akira Sunset | Akira Sunset | 5:16  |
| 3.        | 「渋谷川」                                  | 秋元康    | 中村泰輔     | 松浦晃久     | 4:52  |
| 4.        | 「サイレントマジョリティー off vocal ver.」 |           | バグベア     | 久下真音     | 4:25  |
| 5.        | 「手を繋いで帰ろうか off vocal ver.」       |           | Akira Sunset | Akira Sunset | 5:16  |
| 6.        | 「渋谷川 off vocal ver.」                   |           | 中村泰輔     | 松浦晃久     | 4:50  |
| 合計時間: | 合計時間:                                   | 合計時間: | 合計時間:    | 合計時間:    | 29:05 |

| #         | タイトル                                 | 作詞      | 作曲・編曲 | 監督     | 時間 |
| --------- | ---------------------------------------- | --------- | ---------- | -------- | ---- |
| 1.        | 「サイレントマジョリティー music video」 |           |            | 池田一真 | 4:26 |
| 2.        | 「渋谷川 music video」                   |           |            | 浜根玲奈 | 5:21 |
| 3.        | 「今泉佑唯」                             |           |            | TT       | 3:10 |
| 4.        | 「上村莉菜」                             |           |            |          | 3:16 |
| 5.        | 「尾関梨香」                             |           |            | 熊谷涼花 | 7:02 |
| 6.        | 「織田奈那」                             |           |            |          | 3:10 |
| 7.        | 「佐藤詩織」                             |           |            |          | 3:11 |
| 8.        | 「志田愛佳」                             |           |            |          | 6:23 |
| 9.        | 「守屋茜」                               |           |            |          | 5:52 |
| 合計時間: | 合計時間:                                | 合計時間: | 41:51      |          |      |

### Type-C
| #         | タイトル                                    | 作詞      | 作曲                | 編曲                | 時間  |
| --------- | ------------------------------------------- | --------- | ------------------- | ------------------- | ----- |
| 1.        | 「サイレントマジョリティー」                | 秋元康    | バグベア            | 久下真音            | 4:25  |
| 2.        | 「手を繋いで帰ろうか」                      | 秋元康    | Akira Sunset        | Akira Sunset        | 5:16  |
| 3.        | 「乗り遅れたバス」                          | 秋元康    | SoichiroK、Nozomu.S | Soulife、後藤勇一郎 | 4:29  |
| 4.        | 「サイレントマジョリティー off vocal ver.」 |           | バグベア            | 久下真音            | 4:25  |
| 5.        | 「手を繋いで帰ろうか off vocal ver.」       |           | Akira Sunset        | Akira Sunset        | 5:16  |
| 6.        | 「乗り遅れたバス off vocal ver.」           |           | SoichiroK、Nozomu.S | Soulife、後藤勇一郎 | 4:28  |
| 合計時間: | 合計時間:                                   | 合計時間: | 合計時間:           | 合計時間:           | 28:19 |

| #         | タイトル                                 | 作詞      | 作曲・編曲 | 監督       | 時間 |
| --------- | ---------------------------------------- | --------- | ---------- | ---------- | ---- |
| 1.        | 「サイレントマジョリティー music video」 |           |            | 池田一真   | 4:26 |
| 2.        | 「手を繋いで帰ろうか music video」       |           |            | 池田圭     | 7:18 |
| 3.        | 「小林由依」                             |           |            | 井上強     | 4:44 |
| 4.        | 「齋藤冬優花」                           |           |            |            | 4:04 |
| 5.        | 「鈴本美愉」                             |           |            |            | 6:41 |
| 6.        | 「土生瑞穂」                             |           |            | 大久保拓朗 | 3:25 |
| 7.        | 「原田葵」                               |           |            | 田中のぞみ | 3:50 |
| 8.        | 「渡邉理佐」                             |           |            |            | 8:42 |
| 9.        | 「長濱ねる」                             |           |            | 田中のぞみ | 3:34 |
| 合計時間: | 合計時間:                                | 合計時間: | 46:44      |            |      |

### 通常盤
| #         | タイトル                                    | 作詞      | 作曲                | 編曲                | 時間  |
| --------- | ------------------------------------------- | --------- | ------------------- | ------------------- | ----- |
| 1.        | 「サイレントマジョリティー」                | 秋元康    | バグベア            | 久下真音            | 4:25  |
| 2.        | 「手を繋いで帰ろうか」                      | 秋元康    | Akira Sunset        | Akira Sunset        | 5:16  |
| 3.        | 「キミガイナイ」                            | 秋元康    | SoichiroK、Nozomu.S | Soulife、後藤勇一郎 | 4:43  |
| 4.        | 「サイレントマジョリティー off vocal ver.」 |           | バグベア            | 久下真音            | 4:25  |
| 5.        | 「手を繋いで帰ろうか off vocal ver.」       |           | Akira Sunset        | Akira Sunset        | 5:16  |
| 6.        | 「キミガイナイ off vocal ver.」             |           | SoichiroK、Nozomu.S | Soulife、後藤勇一郎 | 4:42  |
| 合計時間: | 合計時間:                                   | 合計時間: | 合計時間:           | 合計時間:           | 27:56 |

## 選抜メンバー

### サイレントマジョリティー
（センター：平手友梨奈）
- 3列目：齋藤冬優花、織田奈那、上村莉菜、長沢菜々香、小池美波、佐藤詩織、原田葵、米谷奈々未、石森虹花[34]
- 2列目：土生瑞穂、尾関梨香、守屋茜、菅井友香、志田愛佳、渡邉理佐[34]
- 1列目：渡辺梨加、鈴本美愉、平手友梨奈、今泉佑唯、小林由依[34]

### 手を繋いで帰ろうか
- 石森虹花、今泉佑唯、上村莉菜、尾関梨香、織田奈那、小池美波、小林由依、齋藤冬優花、佐藤詩織、志田愛佳、菅井友香、鈴本美愉、長沢菜々香、土生瑞穂、原田葵、平手友梨奈、 守屋茜、米谷奈々未、渡辺梨加、渡邉理佐[34]

### 山手線
- 平手友梨奈[110]

### 渋谷川
（ユニット：ゆいちゃんず）
- 今泉佑唯、小林由依[110]

### 乗り遅れたバス
（センター：長濱ねる）
- 今泉佑唯、小林由依、鈴本美愉、平手友梨奈、渡辺梨加、長濱ねる[110]

### キミガイナイ
- 石森虹花、今泉佑唯、上村莉菜、尾関梨香、織田奈那、小池美波、小林由依、齋藤冬優花、佐藤詩織、志田愛佳、菅井友香、鈴本美愉、長沢菜々香、土生瑞穂、原田葵、平手友梨奈、守屋茜、米谷奈々未、渡辺梨加、渡邉理佐[36]

## カバー
- 大森靖子 - 2017年8月30日発売のシングル『draw(A)drow』にサイレントマジョリティーのカバーを収録[112]。ミュージックビデオも公開[112]。